# Kostel svatého Floriána (Brno)
Kostel svatého Floriána byl římskokatolický chrám v Brně, ve čtvrti Černovice. Postaven byl v roce 1898, zbořen byl roku 1960.

## Historie
Kostel byl postaven na černovické návsi (dnešní Faměrovo náměstí), v místě starší kaple svatého Floriána. Ta byla vysvěcena v roce 1718, po několika pohromách (požáry, vichřice) byla v následujících desetiletích opravována, případně zcela nově postavena. Po vichru, který ji poškodil v roce 1883, již nebyla kaple opravena, neboť Černovičtí začali uvažovat o kostele. V roce 1894 zpracovali brněnští architekti Vojtěch Dvořák a Karel Welzl projekt, který posléze podle požadavků přepracovali. Náklady měly dosáhnout maximálně částky 25 000 zlatých. Výsledkem byl menší jednolodní novogotický chrám s polygonálně ukončeným odsazeným kněžištěm na východě a 34 metrů vysokou hranolovou věží na západě, v jejímž přízemí byl vchod do kostela.

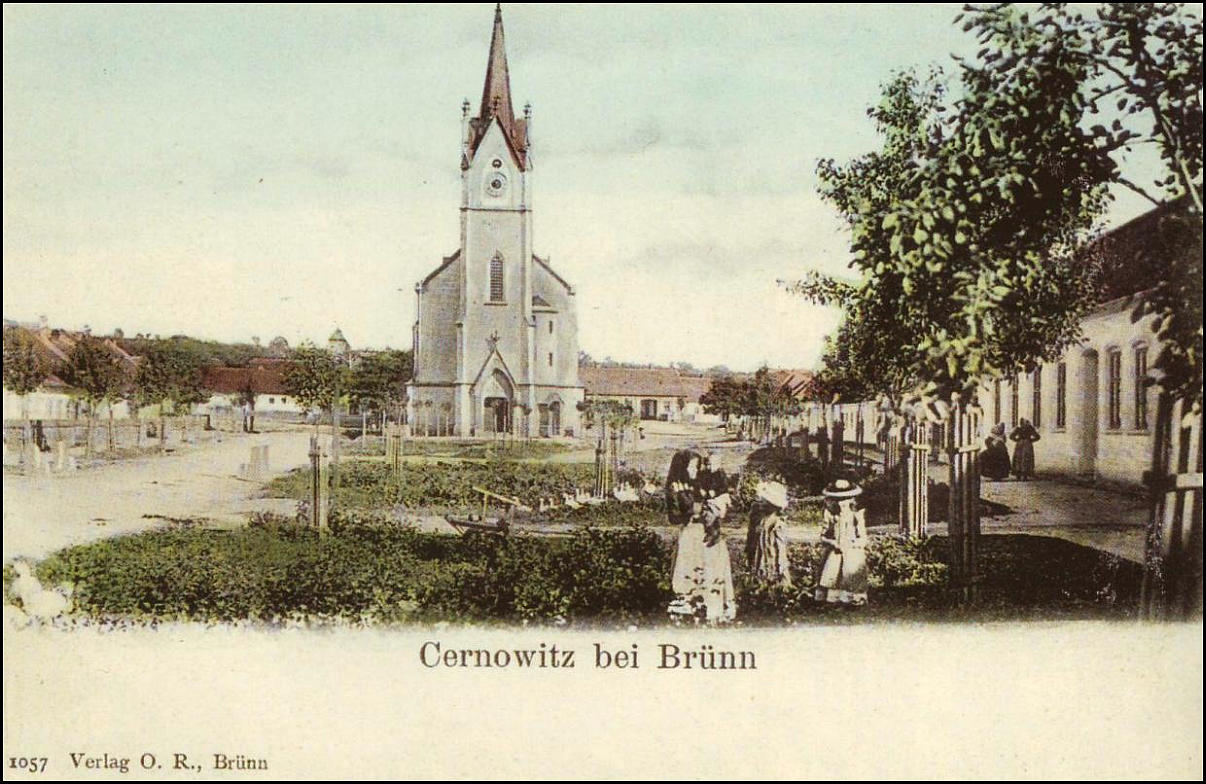
Černovická náves s kostelem kolem roku 1903

Zchátralá kaple byla v listopadu 1897 zbořena a o několik měsíců později, v březnu následujícího roku, byl položen a posvěcen základní kámen nového kostela stejného zasvěcení. Na jeho stavbu, prováděnou stavitelem Josefem Jelínkem, dohlížel architekt Germano Wanderley, který projekt během realizace částečně ještě upravil. Hrubá stavba chrámu byla dokončena v srpnu 1898, o měsíc později byly v brněnské katedrále posvěceny tři nově vyrobené zvony. Kostel byl vysvěcen biskupem Františkem Saleským Bauerem 27. srpna 1899 a stal se filiálním ke komárovské farnosti.
Za první světové války byly zvony zrekvírovány. Nové, odlité firmou Manoušek, získal po válce. V roce 1925 byly pořízeny věžní hodiny.
Kostel byl těžce poničen při spojeneckém bombardování Brna dne 20. listopadu 1944. Zničen byl presbytář, poškozeny byly i další části chrámu. Roku 1946 byla zničená část kněžiště dozděna, byly provedeny i další úpravy. Plánovala se celková rekonstrukce kostela, ta byla ovšem odsouvána a nakonec k ní kvůli značným nákladům (v roce 1957 odhadnuty na 1–1,2 miliónu korun) i přes snahu komárovského faráře Šmerdy nedošlo. V roce 1960 byl státními orgány vydán souhlas s demolicí chátrajícího kostela, takže 2. dubna 1960 byl chrám odstřelen. Kamenný kříž stojící u vchodu byl ještě předtím přemístěn ke vchodu komárovského kostela.
Místo bývalého kostela svatého Floriána je parkově upraveno. Nachází se zde litinový kříž přenesený sem z černovického hřbitova a pomník z roku 1999 s pamětní deskou, připomínající zbořený chrám.